# Jungfruharu fjärden
Jungfruharu fjärden är en fjärd i Finland. Den ligger i landskapet Egentliga Finland, i den sydvästra delen av landet, 190 km väster om huvudstaden Helsingfors.
Jungfruharu fjärden avgränsas av Ormskär och Tvisingskär i sydväst, Stora Rönnskär och Stickelskären i väster, Bussö i norr, Sälskär i öster, Håkonskär i sydöst samt Storlandet i söder. Den ansluter till Barskärs fjärden i nordöst, Vällingskärs fjärden i väster samt Västerfjärden i sydväst.